# Franco Menichelli
Franco Menichelli (Roma, 3 agosto 1941) è un ex ginnasta e allenatore di ginnastica artistica italiano, campione olimpico a Tokyo 1964, vincitore di cinque medaglie in tre edizioni delle Olimpiadi, campione europeo assoluto nel 1965 e, complessivamente, altre cinque volte nelle classifiche di specialità.
Ha introdotto numerose innovazioni stilistiche e tecniche nel mondo della ginnastica artistica, tra le quali quella di gareggiare al corpo libero indossando i pantaloncini corti al posto di quelli lunghi di colore bianco.

## Carriera

### La scelta tra il calcio e la ginnastica, e gli esordi in Nazionale
Nato in una famiglia originaria del Trionfale, Franco Menichelli è figlio del gestore di un bar di Piazzale della Radio, nel popolare quartiere Portuense. Il giovane Franco pratica il calcio insieme al fratello maggiore Giampaolo, un promettente attaccante che giocherà anche in Serie A, con la Roma, la Juventus e in Nazionale. Un terzo fratello, Mario, accompagnerà la carriera di Giampaolo e Franco.
Nel 1953, Franco si iscrive alla neo-nata società Ginnastica Romana ed è allenato da Gianluigi Ulisse, ma continua ad alternare la ginnastica al calcio.

La scelta definitiva, infatti, si deve a una rivalità giovanile con Angelo Guidarelli, campione italiano nella categoria Allievi nel 1954, come Menichelli ha successivamente dichiarato: 
Nel 1957, a soli sedici anni, Menichelli è notato da Romeo Neri, direttore tecnico della Nazionale italiana di ginnastica artistica, e già plurivincitore alle Olimpiadi di Los Angeles 1932.
Neri fa esordire Menichelli in Nazionale nel vittorioso incontro contro la Jugoslavia. L'anno successivo la guida della Nazionale è affidata allo svizzero Jack Günthard, già medaglia d'oro alla sbarra alle Olimpiadi di Helsinki.  Günthard inserisce Menichelli nel gruppo di giovani atleti che costituiranno la più forte squadra di ginnastica maschile italiana del dopoguerra, sebbene Menichelli avesse un'idea innovativa della ginnastica, molto differente dalle rigide concezioni dell'allenatore svizzero.

### Olimpiadi di Roma e vittorie successive
Nel 1960, Franco Menichelli è campione nazionale nel concorso generale individuale.
Ai Giochi Olimpici di Roma, nella sua città e nello scenario delle Terme di Caracalla, Menichelli si aggiudica la medaglia di bronzo nel concorso generale a squadre assieme a Giovanni e Pasquale Carminucci, Gianfranco Marzolla, Orlando Polmonari e Angelo Vicardi.  Nel concorso generale individuale, primo tra gli italiani, si classifica al decimo posto, dietro a “mostri sacri” come Boris Šachlin e Takashi Ono. Nella sua specialità preferita, il corpo libero, vince un'altra medaglia di bronzo. Sono le prime medaglie – con l'argento vinto nella stessa edizione da Giovanni Carminucci alle parallele -  che l'Italia conquista alle Olimpiadi dopo ventotto anni.
Nel 1961, in Lussemburgo,  Menichelli si laurea campione europeo nel corpo libero; conquista la medaglia d'argento nel volteggio  e quella di bronzo alle parallele. Ai mondiali dell'anno successivo (Praga 1962), conferma la medaglia di bronzo “olimpica” al corpo libero. Nello stesso anno Franco Menichelli si aggiudica per la seconda volta il titolo di campione italiano assoluto.
Agli Europei di Belgrado del 1963 si conferma Campione continentale nel corpo libero e vince la medaglia di bronzo alle parallele.  Ai IV Giochi del Mediterraneo, disputatisi a Napoli, vince la medaglia d'oro nel concorso a squadre, al volteggio e – naturalmente – al corpo libero ed altre due medaglie di bronzo al concorso generale individuale e agli anelli. Vince per la terza volta il titolo di campione italiano assoluto.

### L'Imperatore del Giappone

Franco Menichelli mostra le medaglie vinte alle Olimpiadi di Tokyo (1964)

Nel 1964 i giochi olimpici si tengono a Tokyo, cioè nella tana dei maestri giapponesi. La giuria è naturalmente portata a favorire gli atleti di casa e la squadra italiana, pur rinforzata dall'arrivo di Luigi Cimnaghi e Bruno Franceschetti, al posto di Polmonari e Marzolla,  gareggia con l'handicap. Ricorda Menichelli: ”… un giudice australiano. Nella prova generale aveva assegnato dei punteggi molto strani. A tutti i giapponesi e ai sovietici assegnava punteggi alti, 9.70-9.80. A me, così come ad altri ginnasti dava sempre punteggi bassi, 9.30-9.40. Evidentemente non era all'altezza di una gara di quel livello”. La Nazionale italiana scende quindi dal podio conquistato quattro anni prima e si classifica “solo” quarta.
Un'altra situazione sembra giocare a sfavore di Franco Menichelli: all'epoca l'ammissione alle finali di specialità è assegnata dopo lo svolgimento di esercizi obbligatori; i primi sei atleti sommano al punteggio ottenuto nella fase preliminare quello degli esercizi liberi della fase finale.  Tale regolamento – che sarà cambiato – non valorizza la ginnastica innovativa di Menichelli, che limita al minimo le fasi statiche o a terra per compiere combinazioni multiple, per il momento,  ancora sconosciute. Nel concorso generale individuale, quindi, pur ottenendo il miglior punteggio dei sei finalisti negli esercizi liberi di tutte le cinque specialità della ginnastica, Menichelli si classifica solo al quinto posto.
Lo stesso discorso rischia di verificarsi nella classifica di specialità dell'esercizio al corpo libero, il prediletto dal fuoriclasse italiano, con l'aggravante di dover battere il campione di casa Yukio Endō, campione del mondo in carica e fresco vincitore della medaglia d'oro nel concorso generale individuale.  Menichelli, sorteggiato a gareggiare per ultimo, compie il capolavoro della sua carriera: grazie a delle combinazioni non più singole ma multiple che agganciano una difficoltà all'altra, impressiona talmente la giuria che non può non assegnargli la medaglia d'oro. Il suo modo di interpretare la ginnastica artistica sarà poi ripreso nei decenni successivi, in particolare dai ginnasti sovietici Nikolaj Andrianov e Dmitrij Bilozerčev.
Nella specialità degli anelli, Menichelli si presenta agli esercizi liberi con il secondo punteggio degli obbligatori, ancora dopo Endo che, però, si auto elimina con un clamoroso errore. La giuria internazionale, tuttavia, premia l'altro atleta giapponese Takuji Hayata – che non aveva mai concorso né si sarebbe più ripetuto a tali livelli – e l'atleta azzurro deve accontentarsi della medaglia d'argento per soli 0,05 punti di distacco.
Nella specialità delle parallele, Menichelli è ammesso alla finale con il sesto ed ultimo tra i punteggi utili degli esercizi obbligatori. Il primo degli eliminati, a pari merito con un altro giapponese, è il compagno di squadra Giovanni Carminucci, Campione d'Europa in carica. Menichelli vorrebbe rinunciare alla finale ma ciò avrebbe significato favorire anche l'altro giapponese. Si presenta sul campo di gara e vince ancora una medaglia di bronzo.
Nello stesso anno delle Olimpiadi giapponesi, Menichelli è per la quarta volta campione nazionale nel concorso generale individuale.

### Campione Europeo assoluto e altri trionfi

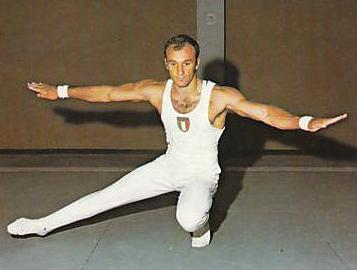
Franco Menichelli

Menichelli trionfa ai Campionati europei del 1965 ad Anversa, aggiudicandosi il titolo assoluto nel concorso generale individuale maschile. È tuttora l'unico ginnasta italiano ad esservi riuscito, insieme a Vanessa Ferrari nella categoria femminile (2007). Nella stessa edizione, Menichelli vince altre tre medaglie d'oro di specialità, al corpo libero, agli anelli, alla sbarra e un'altra medaglia di bronzo alle parallele. Si conferma per la quinta volta campione nazionale nel concorso generale individuale.
Nel 1966 vince due medaglie di bronzo ai Mondiali di Dortmund, al corpo libero e agli anelli. È per la sesta volta (quinta consecutiva) campione nazionale nel concorso generale.
Ai Campionati europei di Tampere del 1967, Menichelli è argento al corpo libero e alle parallele; bronzo nel concorso generale individuale e alla sbarra.  Ai V Giochi del Mediterraneo  che si tengono a Tunisi nello stesso anno, vince ben cinque medaglie d'oro: nel concorso a squadre, nel corpo libero, agli anelli, alla sbarra e nel volteggio; è argento nel concorso generale individuale e bronzo al cavallo.

### L'infortunio a Città del Messico e il ritiro
Menichelli si ripresenta ai Giochi Olimpici di Città del Messico 1968 dove potrebbe incrementare il suo palmarès, ma ne è impedito da un grave infortunio, rottura del tendine d'Achille, occorsogli durante la fase finale della prova al corpo libero di qualificazione del concorso a squadre.  Pur senza aver completato l'uscita finale, il suo esercizio è valutato con un eccellente 9,30.
Ristabilitosi, tenta saltuariamente di riprendere la carriera agonistica ma con scarsi risultati. Si ritira definitivamente nel 1973.
Franco Menichelli è stato il più grande ginnasta italiano dal 1932 in poi, quanto meno sino all'avvento di Jury Chechi. Ha vissuto la ginnastica artistica a 360° anche nella sfera privata: diplomato ISEF, è stato insegnante di educazione fisica e ha sposato la campionessa italiana assoluta del 1964, Gabriella Pozzuolo. Dal 1973 al 1979 ha allenato la Nazionale maschile di ginnastica artistica.
Nel 2003 è stato inserito nella hall of fame internazionale della ginnastica (International Gymnastics Hall of Fame).

## Palmarès
Giochi olimpici
| Anno | Manifestazione  | Sede  | Evento             | Risultato |
| ---- | --------------- | ----- | ------------------ | --------- |
| 1960 | Giochi olimpici | Roma  | Corpo libero       | Bronzo    |
| 1960 | Giochi olimpici | Roma  | Concorso a squadre | Bronzo    |
| 1964 | Giochi olimpici | Tokyo | Corpo libero       | Oro       |
| 1964 | Giochi olimpici | Tokyo | Anelli             | Argento   |
| 1964 | Giochi olimpici | Tokyo | Parallele          | Bronzo    |

Mondiali
- : Praga 1962 | Corpo libero
- : Dortmund 1966 | Corpo libero
- : Dortmund 1966 | Anelli

Europei
- : Lussemburgo 1961 | Corpo libero
- : Belgrado 1963 | Corpo libero
- : Anversa 1965 | Concorso generale individuale
- : Anversa 1965 | Corpo libero
- : Anversa 1965 | Anelli
- : Anversa 1965 | Sbarra
- : Lussemburgo 1961 | Volteggio
- : Anversa 1965 | Parallele
- : Tampere 1967 | Corpo libero
- : Tampere 1967 | Parallele
- : Lussemburgo 1961 | Parallele
- : Belgrado 1963 | Parallele
- : Tampere 1967 | Concorso generale individuale
- : Tampere 1967 | Sbarra

Giochi del Mediterraneo
- Oro Napoli 1963 | Squadre
- Oro Napoli 1963 | Corpo libero
- Oro Napoli 1963 | Volteggio
- Oro Tunisi 1967 | Squadre
- Oro Tunisi 1967 | Corpo libero
- Oro Tunisi 1967 | Anelli
- Oro Tunisi 1967 | Sbarra
- Oro Tunisi 1967 | Volteggio
- Argento Tunisi 1967 | Concorso generale individuale
- Bronzo Napoli 1963 | Concorso generale individuale
- Bronzo Napoli 1963 | Anelli
- Bronzo Tunisi 1967 | Cavallo

Campionati nazionali
- Oro 6 volte campione nazionale nel concorso generale (1960-1962-1963-1964-1965-1966)

## Riconoscimenti
- Nel maggio 2015, una targa a lui dedicata fu inserita nella Walk of Fame dello sport italiano a Roma, riservata agli ex-atleti italiani che si sono distinti in campo internazionale.[16][17]